# Pielgrzymka (przystanek kolejowy)
Pielgrzymka – zamknięty w 1992 przystanek osobowy (dawniej stacja kolejowa) w Pielgrzymce, w Polsce. Został on oddany do użytku 15 maja 1896 razem z linią kolejową z Jerzmanic-Zdroju do Nowej Wsi Grodziskiej.

## Położenie
Przystanek znajduje się we wsi Pielgrzymka. Administracyjnie położony jest on w województwie dolnośląskim, w powiecie złotoryjskim, w gminie Pielgrzymka.
Przystanek jest zlokalizowany na wysokości 227 m n.p.m.

## Linie kolejowe
Pielgrzymka jest 8. posterunkiem ruchu na dawnej linii kolejowej nr 284, położonym na 31,282 kilometrze.
Układ torowy stacji to tor główny zasadniczy, główny dodatkowy, 4 boczne ładunkowe odstawcze.

## Infrastruktura
Na dawnej stacji znajdują się:
- budynek dworca kolejowego z magazynem i nastawnią,
- szalet,
- budynek gospodarczy,
- rampą boczno-czołowa,